# Xhout-si-Plout
Ne doit pas être confondu avec Houte-Si-Plou.
Xhout-si-Plout est un hameau belge de la commune de Manhay située dans le nord de la province de Luxembourg.
Avant la fusion des communes de 1977, Xhout-si-Plout faisait partie de la commune de Malempré.

## Étymologie
La tradition rapporte que le hameau comptait autrefois plusieurs forges dont la force motrice était apportée par le ruisseau local au débit irrégulier suivant qu'il pleuve ou pas. L'expression wallonne Hoûte-s'i-Ploût (en français : Écoute s'il pleut) était attribuée au maître d'une forge à son ouvrier pour prévoir le débit du ruisseau et ainsi faire fonctionner sa forge. Cette même expression concernerait aussi l'autre hameau de Houte-Si-Plou dans la commune de Neupré en province de Liège.

## Situation
Ce hameau ardennais se trouve à une altitude d'environ 425 m le long de l'autoroute E 25 Liège-Luxembourg. Il est arrosé par le ruisseau de la Follerie.

## Description
Hameau à caractère rural, Xhout-si-Plout compte quelques fermettes construites en moellons de grès ainsi qu'une chapelle consacrée à Notre-Dame des Sept Douleurs datée de 1850. Bâtie en pierre de grès, cette chapelle est partiellement recouverte d'ardoises. Son portail en arc brisé est surmonté d'un œil-de-bœuf.

## Sources et liens externes
- Site de la commune de Manhay